# جلیل صفربیگی
جلیل صفربیگی (۳ بهمن ۱۳۵۳ در ایلام) شاعر، نویسنده و مترجم زبان کردی، معاصر اهل ایران است.

## زندگی
جلیل صفربیگی دانش‌آموخته و دارای مدرک کارشناسی ریاضی است. وی هم‌اکنون معلم و به تدریس ریاضی اشتغال دارد. اشعار او غالباً در قالب‌های رباعی و شعر سپید است. از صفربیگی تا کنون بیش از ۳۰ عنوان کتاب شعر، ترجمه، گردآوری و تحقیق منتشر شده‌است.

## آثار

### شعر
- چرا پرنده نباشم، (مجموعه شعر سپید)، انتشارات اکنون، تهران، ۱۳۸۷
- شکلکی برای مرگ، نشر فراگاه، کرج، ۱۳۸۲
- و، (مجموعه رباعی)، نشر فراگاه، کرج، ۱۳۸۲
- هیچ ، انتشارات هنر سبز، تهران- (چاپ اول) - نشر سپیده باوران (چاپ چهارم) مشهد - ۱۳۸۳
- انجیل به روایت جلیل، (چاپ اول مولف) چاپ سوم (سپیده باوران مشهد)۱۳۸۳
- کم‌کم کلمه می‌شوم، (تا چاپ ششم نشر برگ آذین - ایلام) چاپ نهم سپیده باوران مشهد
- سونات بلوط، چاپ اول شاملو مشهد - چاپ سوم - سپیده باوران مشهد۱۳۸۹
- اونویسی، برگ آذین (چاپ اول) - سپیده باوران (چاپ سوم)
- عاشقانه‌های یک زنبور کارگر، شعر سپید - نشر نوح نبی - چاپ سوم - ۱۳۸۹
- شترها از فینیقیه شیشه آورده‌اند - شعر سپید - نشر فصل پنجم - تهران - ۱۳۸۹
- گاوصندوق بر پشت مورچه کارگر - نشر سپیده باوران - مشهد ۱۳۹۰ - چاپ سوم
- نت‌های تنهایی - سپیده باوران -  مشهد - ۱۳۹۱ - چاپ دوم
- شین - سپیده باوران - مشهد - ۱۳۹۲ - چاپ دوم
- بی تنها - فصل پنجم - شعر سپید - ۱۳۹۲
- اپرای گوسفندی (شعر طنز) - فصل پنجم - ۱۳۹۲
- ۱۲۰*۷۰*۱۸۰ - فصل پنجم ۱۳۹۲
- هزج - فصل پنجم - تهران - ۱۳۹۲
- شیر و خورشید_سپیده باوران_مشهد_۱۳۹۸_مجموعه شعر مذهبی

### گزیده شعر
- واران، نشر تکا - ۱۳۸۵ (چاپ پنجم)
- هشت چارانه، (گزیده رباعی با مقدمه و انتخاب سید علی میرافضلی) - ۱۳۹۱ - فصل پنجم - تهران - (چاپ سوم)
- کش دادن مرگ ،(گزیده رباعی و دوبیتی طنز - به مقدمه و انتخاب محمد علی مومنی) - فصل پنجم - تهران ۸۱
- الیمایس ،(دفتر اول شعرهای جلیل صفربیگی) - فصل پنجم تهران - ۱۳۹۲ (چاپ دوم)
- هزج مثمن اخرب مکفوف مجبوب، (گزیده رباعی - به انتخاب فرهاد شاهمرادیان) - سپیده باوران - مشهد

### ترجمه
- تو کنار آتشی من برف پارو می‌کنم، (ترجمه دوبیتی‌های کردی فرهاد شاهمرادیان)، نشر برگ آذین- ایلام ۱۳۸۹ - (چاپ دوم)
- جیبم پر از رد پاست، (ترجمه شعرهای کوتاه فرهاد شاهمرادیان)، فصل پنجم - ۱۳۹۲
- بودای کرد، (ترجمه شعرهای حسین شکربیگی)، فصل پنجم - ۱۳۹۲
- عکس یادگاری با مرگ، (ترجمه شعرهای سامان بختیاری)، فصل پنجم ۱۳۹۲
- زمان به نام شهیدان سرود می‌خواند، (گزینه شعر دفاع مقدس ایلام)، داستان سرا - شیراز - ۱۳۸۵
- هفت وادی تشنگی، (گزیده شعر عاشورایی ایلام)، سوره مهر - ۱۳۸۵
- بلوط‌های جوان ،(گزیده شعرجوان ایلام)، برگ آذین - ۱۳۸۷

### تحقیق
- عرش شعر، (داستان‌هایی از عنایات اهلبیت به شعرا)، برگ آذین - ۱۳۸۹

### نقدهای دیگران
- نقد سامان بختیاری بر شترها از فینیقیه شیشه آورده‌اند ، روزنامه اطلاعات ،اول شهریور ۹۰[پیوند مرده]
- نقد علی رضا عباسی بر سونات بلوط ، روزنامه شرق ، دوشنبه ۲۳ خرداد ۹۰[پیوند مرده]
- نقد سید مهدی موسوی بر مجموعه او نویسی[پیوند مرده]
- نگاهی به مجموعه شعر(عاشقانه‌های یک زنبور کارگر) ، علیرضا عباسی ، روزنامه شرق ، ۱۳۸۹/۷/۱۷[پیوند مرده]
- گذری بر مجموعه رباعی کم‌کم کلمه می‌شوم ، فرامرز محمدی پور[پیوند مرده]
- برای کوه نوشتم اوووو ، حسین دیلم کتولی[پیوند مرده]
- درنگی در مجموعه رباعی او نویسی ، بهروز سپدنامه[پیوند مرده]
- نقد داوود ملک‌زاده بر مجموعه رباعی ، انجیل به روایت جلیل[پیوند مرده]
- نقد حبیب‌الله بخشوده بر مجموعه او نویسی [پیوند مرده]
- نقد  انسیه موسویان بر مجموعه کم‌کم کلمه می‌شوم[پیوند مرده]
- نقد دکتر زهرا پیشرفت بر مجموعه کم‌کم کلمه می‌شوم[پیوند مرده]
- نقد رجب بذرافشان بر مجموعه رباعیات جلیل صفربیگی[پیوند مرده]
- نقد سالار عبدی بر مجموعه سونات بلوط[پیوند مرده]
- نقد عبدالصابر کاکایی بر مجموعه سونات بلوط[پیوند مرده]